# 生駒親忠
生駒 親忠（いこま ちかただ、1871年9月1日（明治4年7月17日） - 1939年（昭和14年）12月10日）は、明治から大正期の政治家、華族。貴族院男爵議員。旧姓・池田、旧名・政謙。

## 経歴
元岡山藩主・池田慶政の長男として生まれる。1886年（明治19年）3月、先代生駒親承の死跡を継承し、同月19日、男爵を襲爵、同月26日、親忠と改名した。1916年（大正5年）2月26日に隠居し、同年3月23日に分家した。
学習院を経て、私立法律学校を修了。育英事業に関わり、日本大学評議員を務めた。
1897年（明治30年）7月10日、貴族院男爵議員に選出され、1904年（明治37年）7月9日まで1期在任し、さらに、1911年（明治44年）7月10日、貴族院男爵議員に再選され、1916年（大正5年）2月27日に辞職するまで通算2期在任した。

## 親族
- 妻 - 巌子（みねこ、生駒親敬二女）[1]
- 長女 - 鉚子（松平忠正夫人）[1]
- 二男 - 慶男（男爵）[1][3]
- 三男 - 光男（男爵）[1]